# برمن
برمن (به آلمانی: Bremen) یکی از شهرهای آلمان و مرکز ایالت برمن است. برمن دارای یکی از زیباترین مجموعه‌های شهرسازی است. بازار شهرداری با ساختمان‌های سبک باروک و دورهٔ رنسانس، ادای دین به تاریخ پُرباری است که آغاز آن به سال ۸۸۸ و تصویب قانون تجارت شهری بازمی‌گردد. برمن، دومین شهر پرجمعیت در شمال آلمان و دهمین در کل آلمان است. شهر برمن و بندر برمرهافن به عنوان شهرهای ایالت برمن هستند.

## تاریخچه
در سال ۱۵۰ میلادی، بطلمیوس جغرافیدان، شهرک و گروه کوچکی از خانه‌ها را با نام فابیانوم را توصیف کرد که امروزه آن را با نام برمن می‌شناسیم. در سال ۷۸۷میلادی برمن، دارای اولین اسقف خود شد. در سال۱۰۳۲، دیوار اولیهٔ شهر بنا نهاده شد و تجارت با هلند، نروژ و انگلستان رو به رونق نهاد و سبب شد که این شهر اهمیت بیشتری پیدا کند.

## نماد
نماد شهر برمن، الاغ و سگ و گربه و خروسی هستند که بر یک دیگر سوار هستند. این نماد به یکی از داستان‌هایی برمی‌گردد که برادران گریم، آن‌ها را جمع‌آوری کرده‌اند. نام این داستان موسیقی‌دانان شهر برمن است.
بر اساس این داستان، خر که از کار کردن زیاد و خستگی، کار خود را رها می‌کند، در میانهٔ راه به این حیوانات برمی‌خورَد و آن‌ها یکی‌یکی با او همراه می‌شوند و به شهر برمن می‌رسند و در آنجا یک گروه موسیقی تشکیل می‌دهند.

## جمعیت
این شهر در سال ۲۰۱۵ میلادی ۵۵۷٬۴۶۴ نفر جمعیت داشته است که از این تعداد ۸۹٬۷۱۳ نفر (۱۶٪) تابعیت خارجی داشته‌اند. علاوه بر این، در سال ۲۰۱۷ میلادی ۳۲٪ از جمعیت شهر نژاد غیر آلمانی داشته‌اند.
تعداد اقلیت‌های در برمن از نظر ملیت تا ۳۱ دسامبر ۲۰۱۵:
| رتبه | ملیت      | جمعیت (۳۱ ژانویه ۲۰۱۷) |
| ---- | --------- | ---------------------- |
| ۱    | ترکیه     | ۲۰٬۳۲۵                 |
| ۲    | سوریه     | ۱۱٬۷۸۷                 |
| ۳    | لهستان    | ۷٬۶۰۲                  |
| ۴    | بلغارستان | ۵٬۸۳۵                  |
| ۵    | افغانستان | ۲٬۸۷۲                  |
| ۶    | روسیه     | ۲٬۸۵۸                  |
| ۷    | رومانی    | ۲٬۴۵۹                  |
| ۸    | ایتالیا   | ۲٬۲۲۱                  |
| ۹    | ایران     | ۱٬۹۹۶                  |
| ۱۰   | اسپانیا   | ۱٬۷۸۰                  |

## اقتصاد برمن
برمن، توسعهٔ خود را وام‌دار تجارت دریایی، به ویژه تجارت قهوه، است. کارخانهٔ قهوهٔ یاکوب (جاکوب) در این شهر واقع است. امروزه در شهر برمن و ۶۰ کیلومتر دورتر از آن بندر برمن تشکیل شده، از هر سه نفر یک نفر در بندر مشغول به کار است. بزرگ‌ترین شرکت برمن دایملر کرایسلر است.

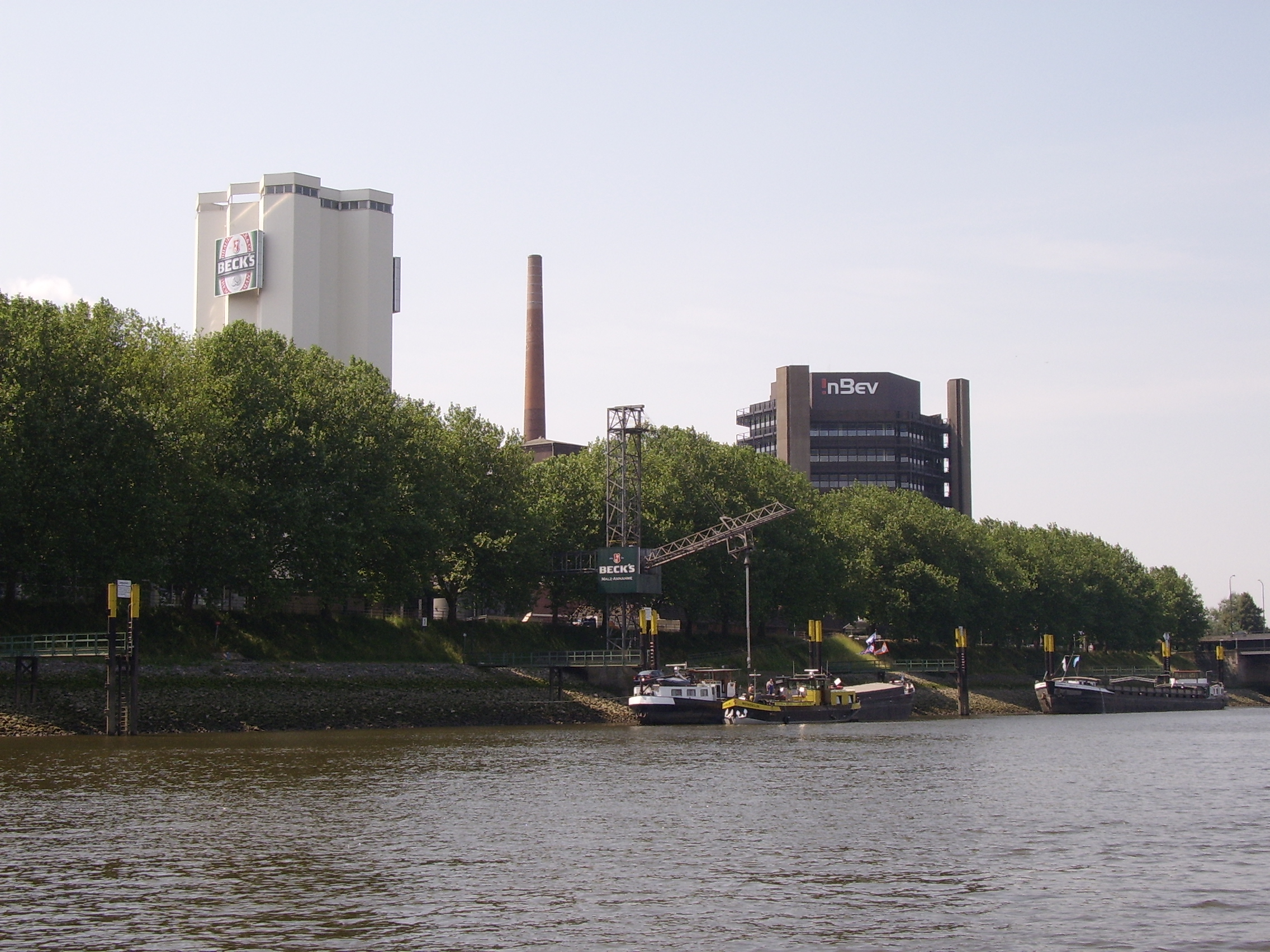
نمایی از کارخانهٔ بکس

شرکت راین متال و اطلس الکترونیک، که قطعات الکترونیکی برای مصارف نظامی و شهری می‌سازند در این شهر واقع شده است. همچنین وجود شرکت دفاعی هوا و فضای اروپا (ای آ دی اس) و شرکت (اوها ب)
که مونتاژ نهایی هواپیمای ایرباس را انجام می‌دهند، به اقتصاد این شهر کمک کرده است.
برمن همچنین نقشی مهم را در صنایع غذایی ایفا می‌کند. در کنار کارخانهٔ آبجوی بکس، کارخانه‌های کلوگز و کرافت هستند.

## مراکز آموزشی
دانشگاه برمن و دانشگاه یاکوب و همچنین مدرسهٔ عالی برمن از مهم‌ترین مراکز آموزشی این شهر به‌شمار می‌روند.

## ورزش

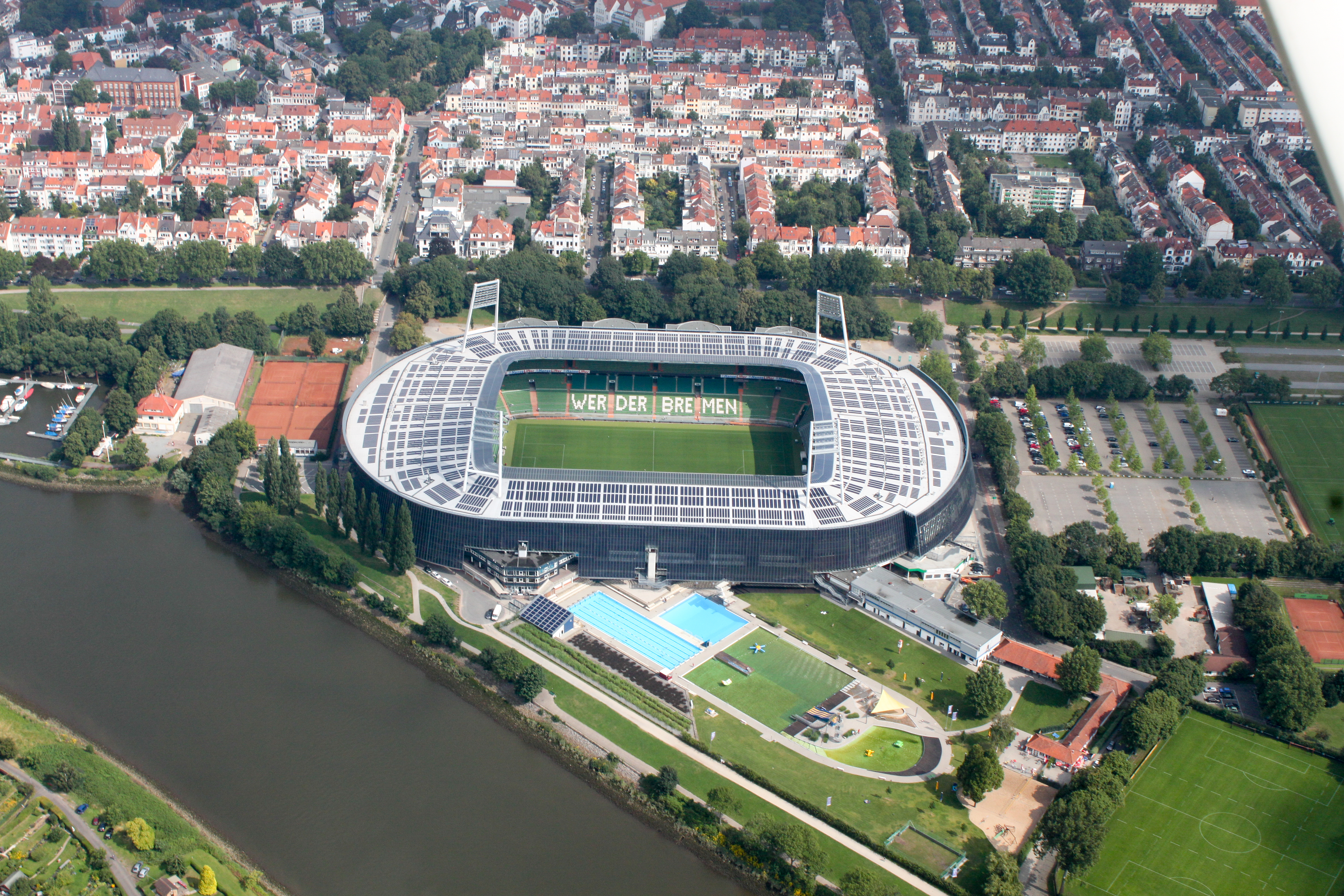
وزراشتادیون ورزشگاه خانگی باشگاه ورزشی وردر برمن

مهم‌ترین زمینهٔ فعالیت ورزشی در این شهر، فوتبال می‌باشد. تیم باشگاه ورزشی وردر برمن در این شهر بوده و طرفداران زیادی را به خود اختصاص می‌دهد. قایقرانی از دیگر فعالیت‌های ورزشی در این شهر محسوب می‌شود. وجود رودخانهٔ وزا در این شهر سبب شده است که علاقه‌مندان به این ورزش بتوانند به رشته ورزشی خود بپردازند.

## ترابری

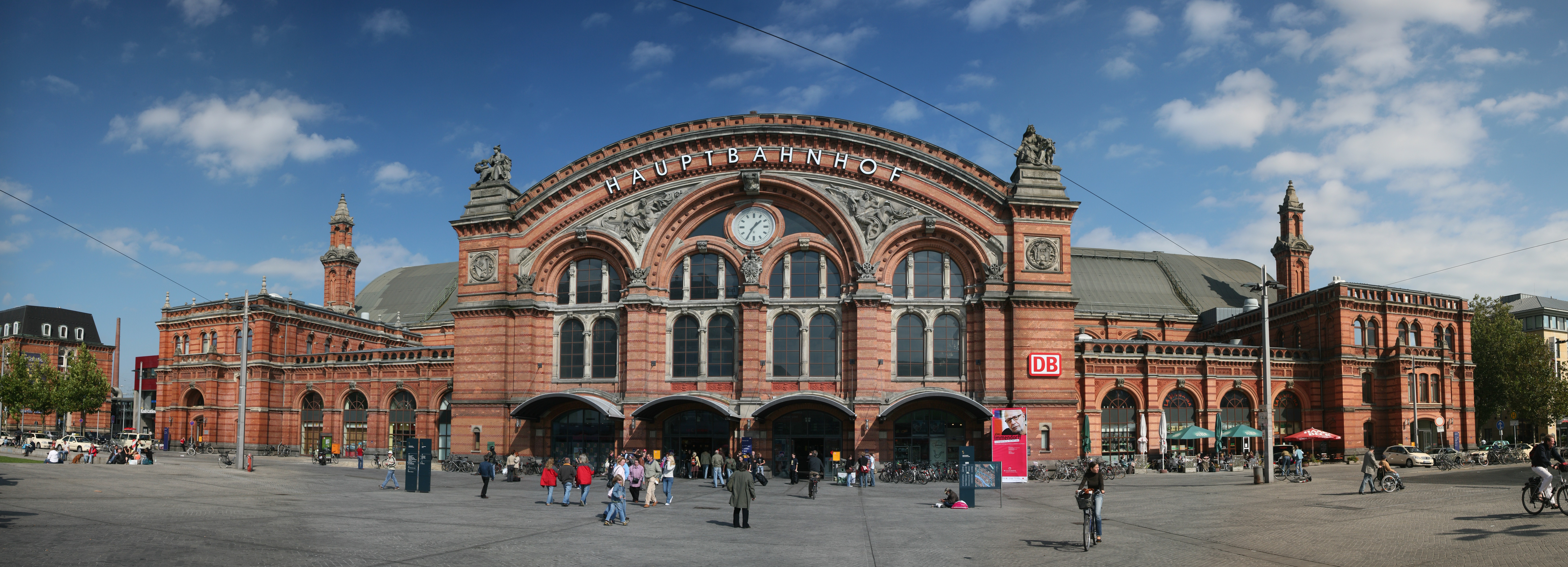
ایستگاه مرکزی برمن

فرودگاه برمن در ۳ کیلومتری جنوب این شهر واقع شده است، همچنین برمن به راه‌آهن سراسری آلمان متصل است و ایستگاه مرکزی برمن به‌عنوان ایستگاه راه‌آهن اصلی شهر در سال ۱۸۴۷ تأسیس شده است، ترابری عمومی نیز توسط سیستم تراموا برمن، اس-بان برمن و اتوبوسرانی انجام می‌شود.

## شهرهای خواهرخوانده
| شهر        | سال  | کشور            |
| ---------- | ---- | --------------- |
| دانسیگ     | ۱۹۷۶ | لهستان          |
| ریگا       | ۱۹۸۵ | لتونی           |
| دالیان     | ۱۹۸۵ | چین             |
| روستوک     | ۱۹۸۷ | آلمان           |
| حیفا       | ۱۹۸۸ | اسرائیل         |
| براتیسلاوا | ۱۹۸۹ | اسلواکی         |
| کورینتو    | ۱۹۸۹ | نیکاراگوئه      |
| لوکاواک    | ۱۹۹۴ | بوسنی و هرزگوین |
| ازمیر      | ۱۹۹۵ | ترکیه           |
| دوربان     | -    | آفریقای جنوبی   |
| پونه       | -    | هند             |
| ماراکائیب  | -    | ونزوئلا         |

## نگارخانه

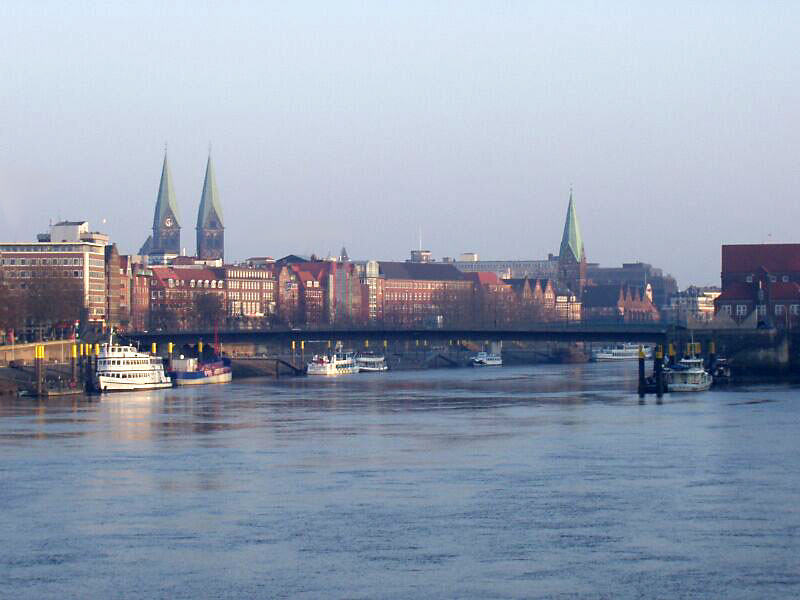
نمایی از پل استفانی
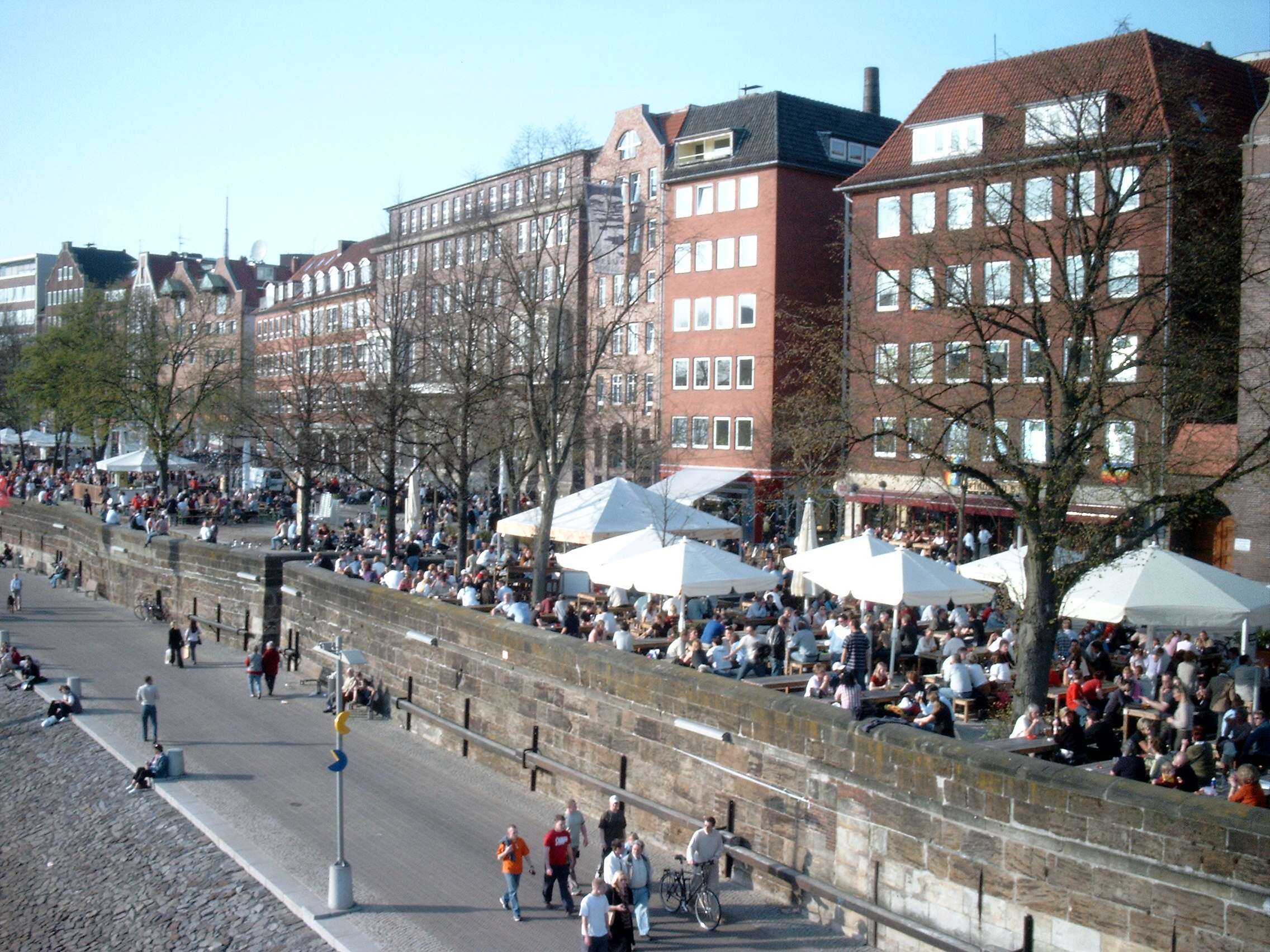
شلاخته
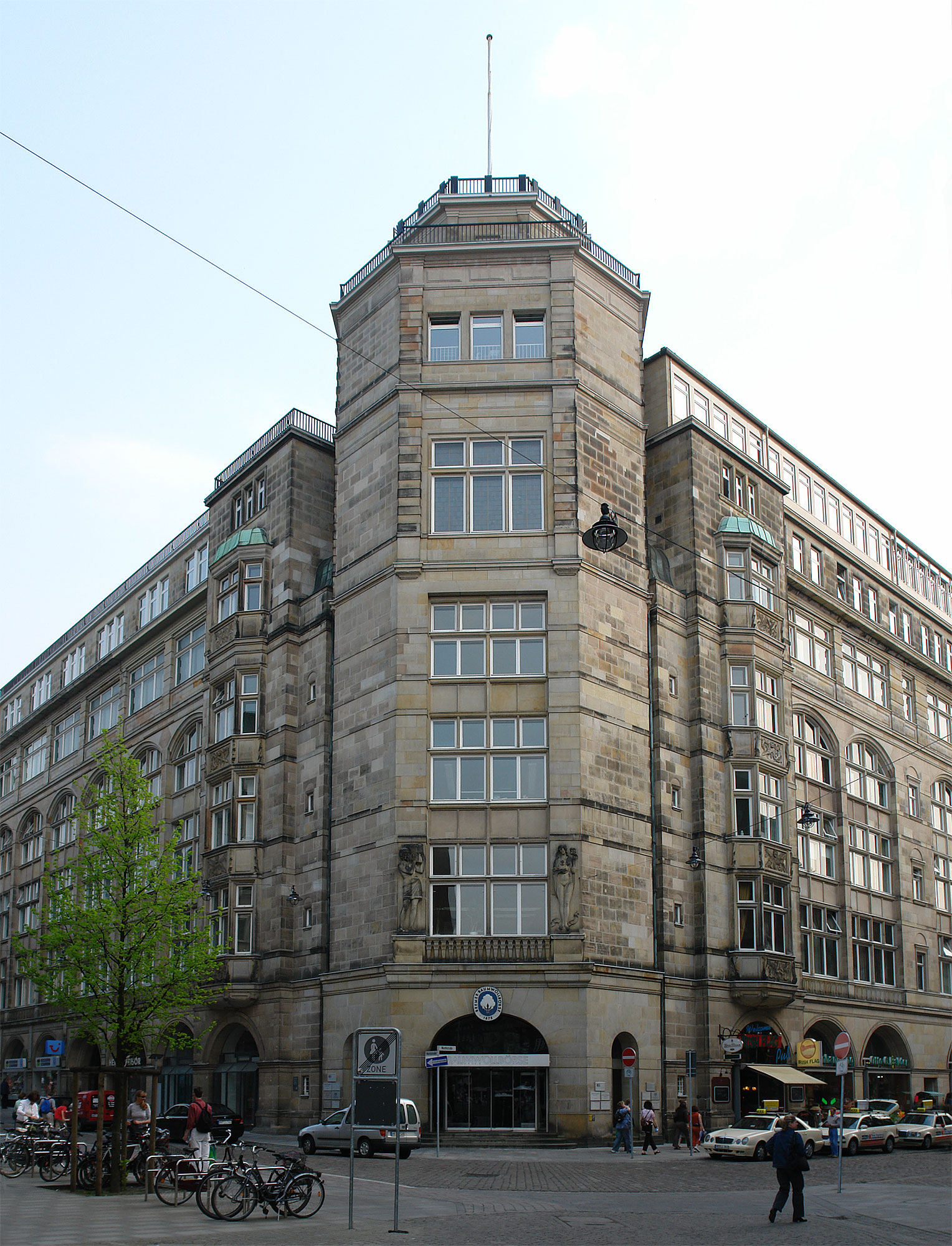
بورس پنبه
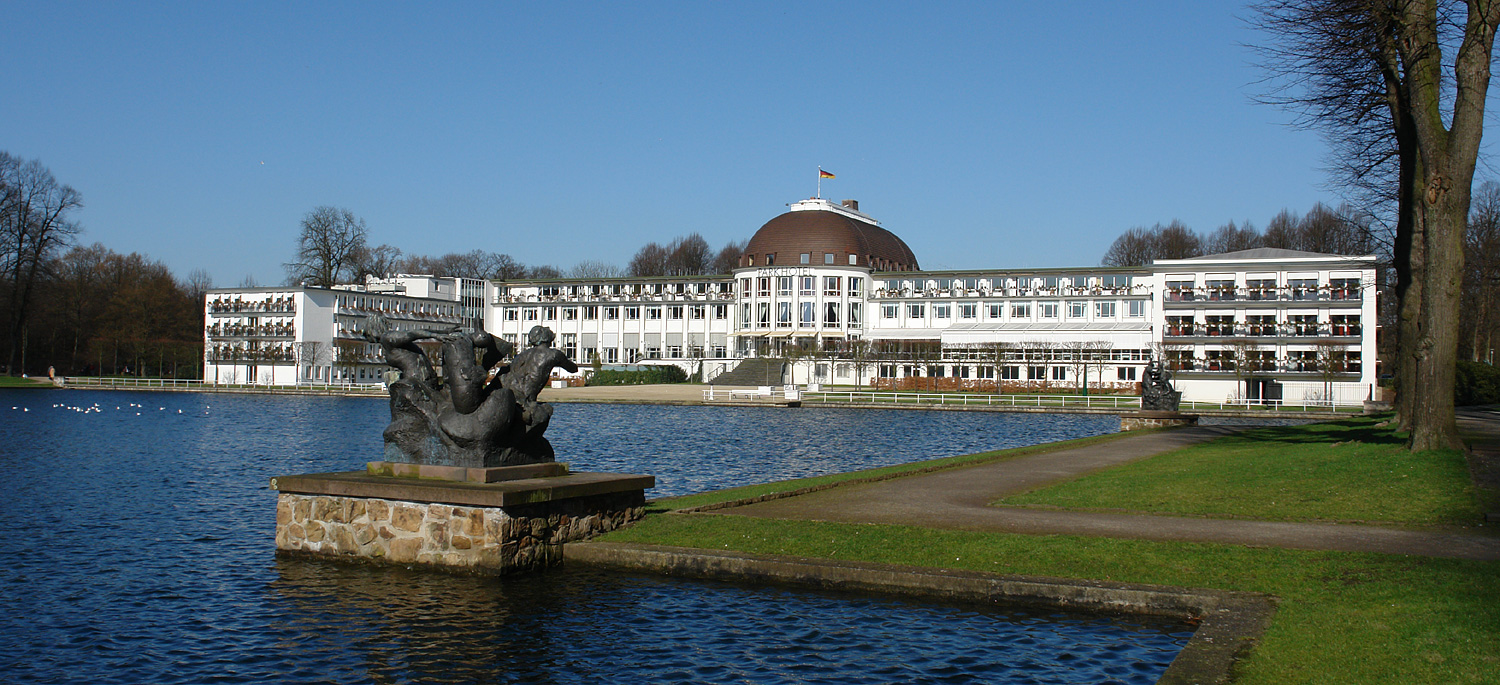
پارک مرکزی
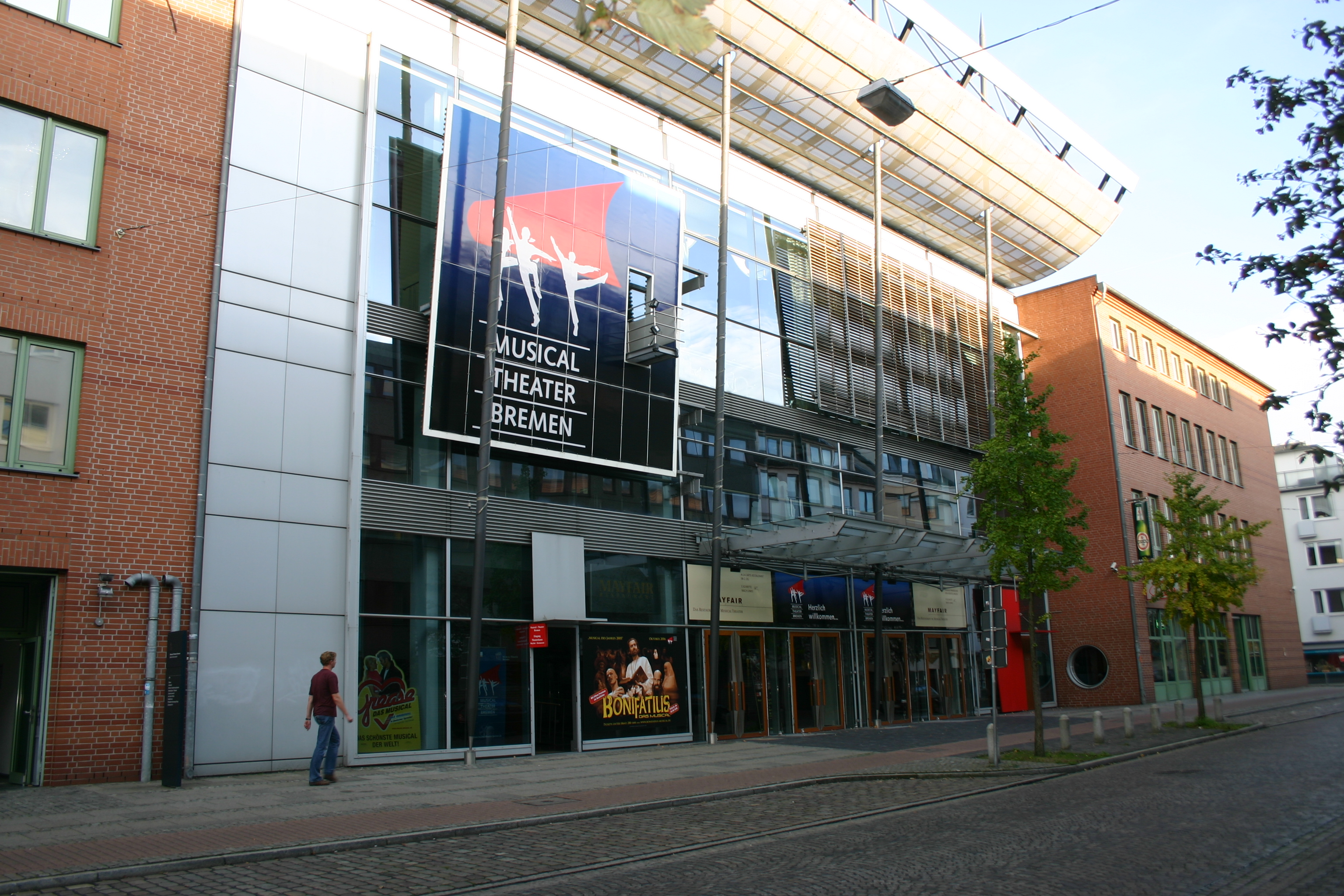
تئاتر موزیکال
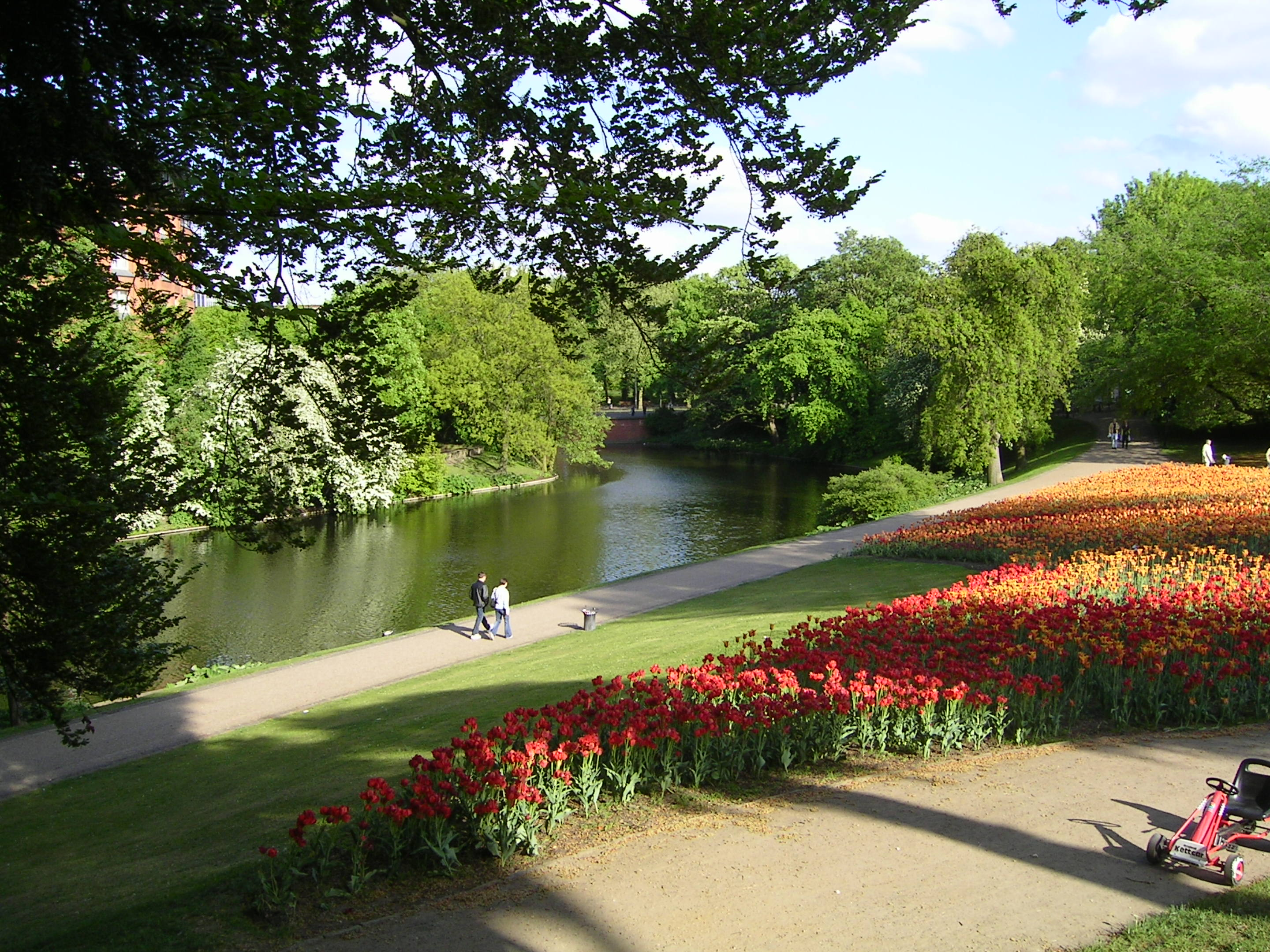
پارک مرکزی
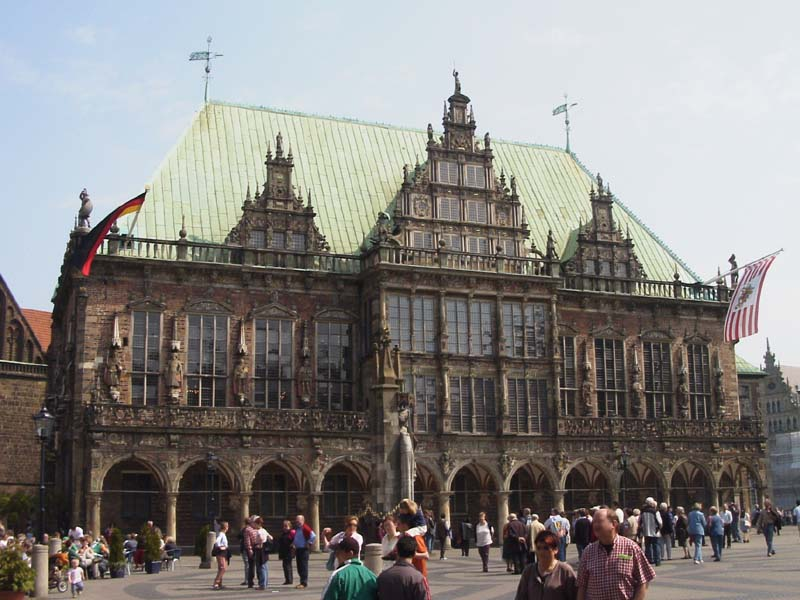
تالار شهر
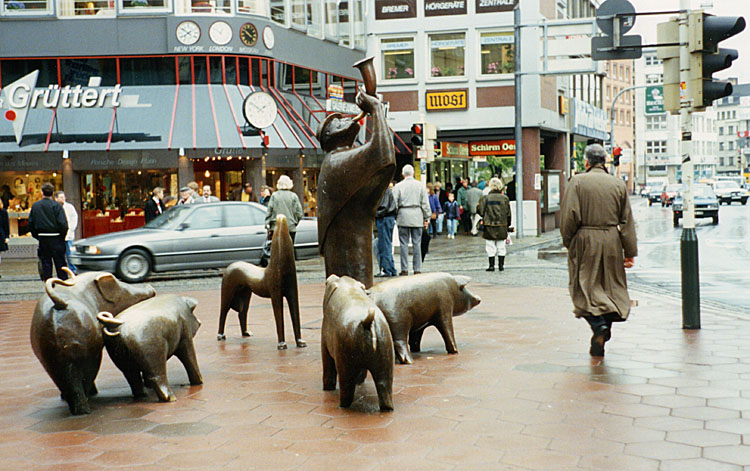
مجسمه چوپان و خوک ها
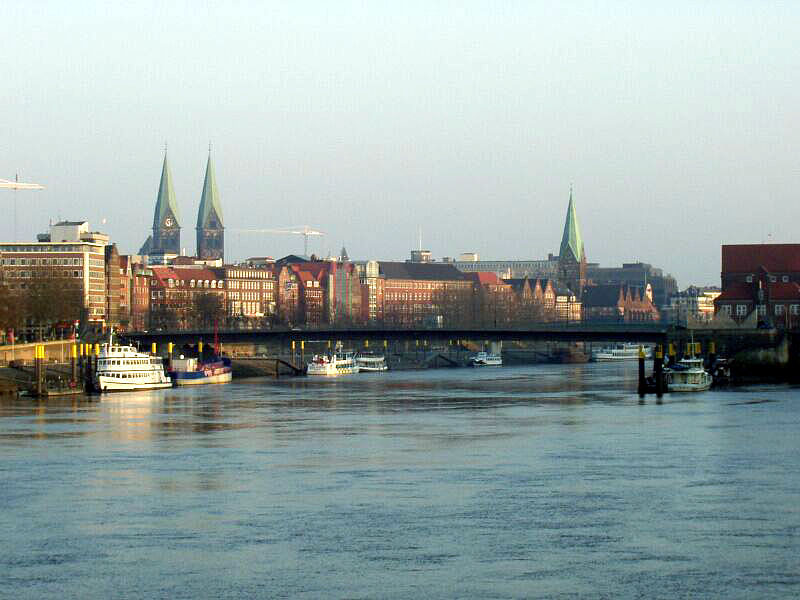
رودخانه وسر در برمن
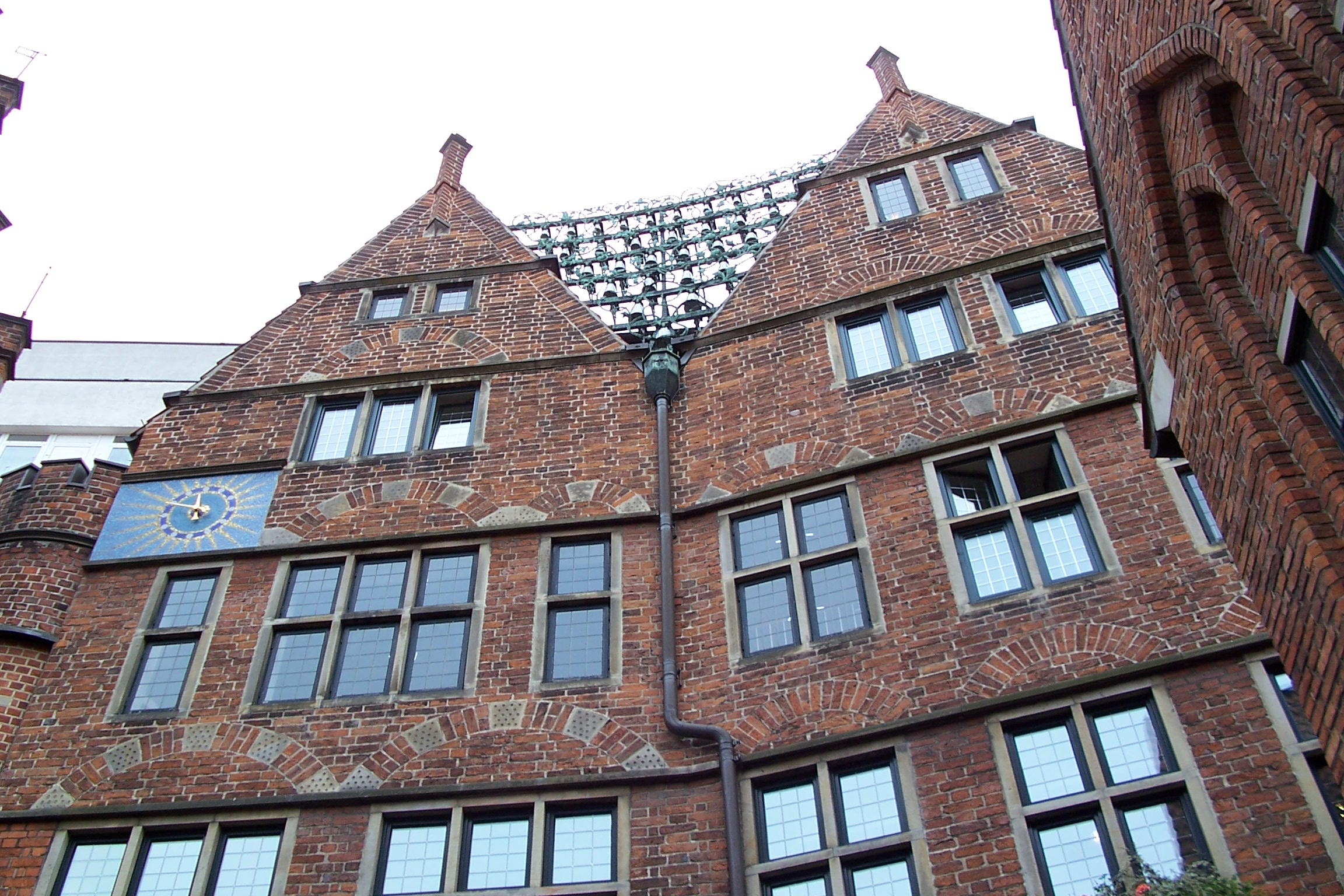
ساختمانی در خیابان بوتچر
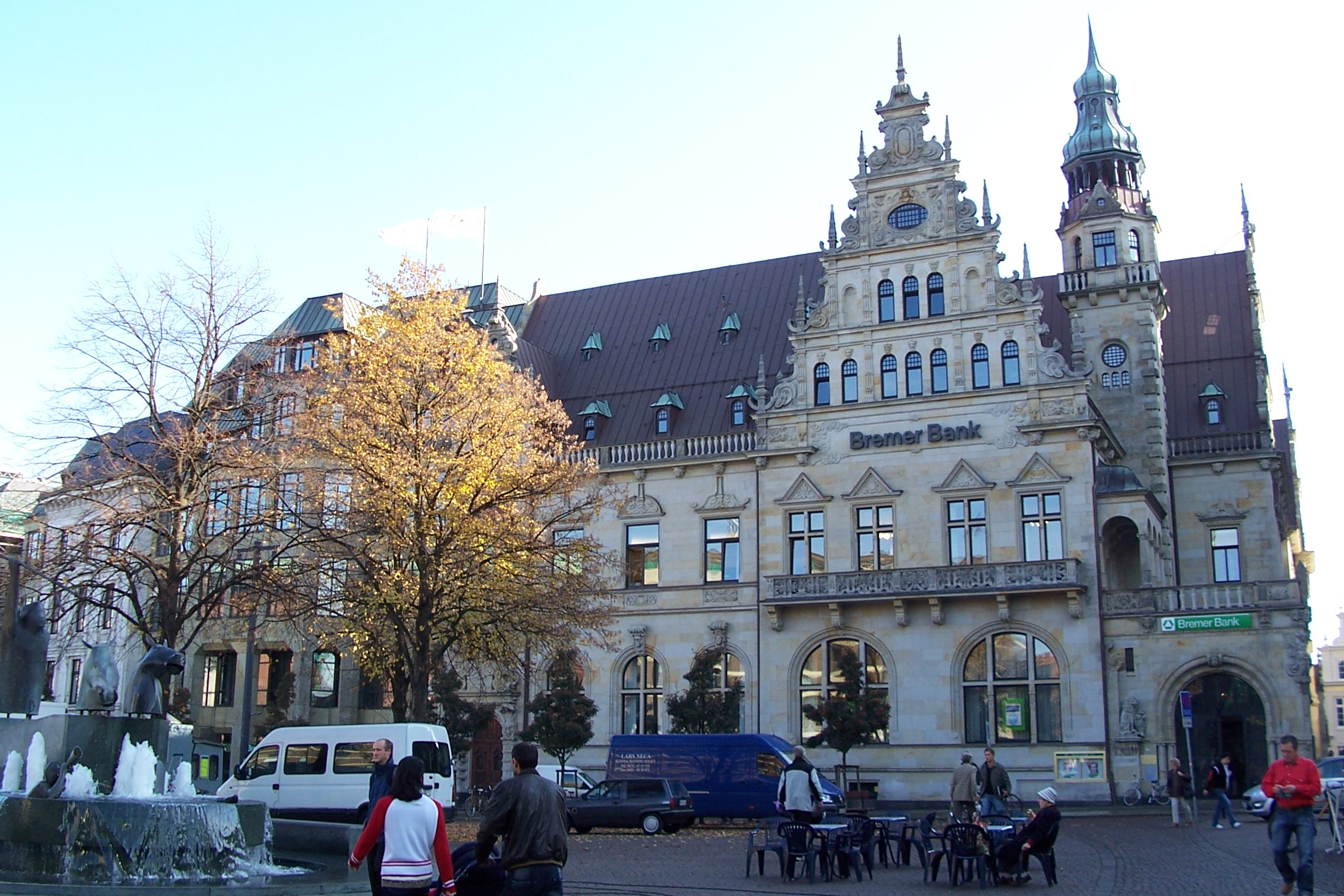
بانک برمر
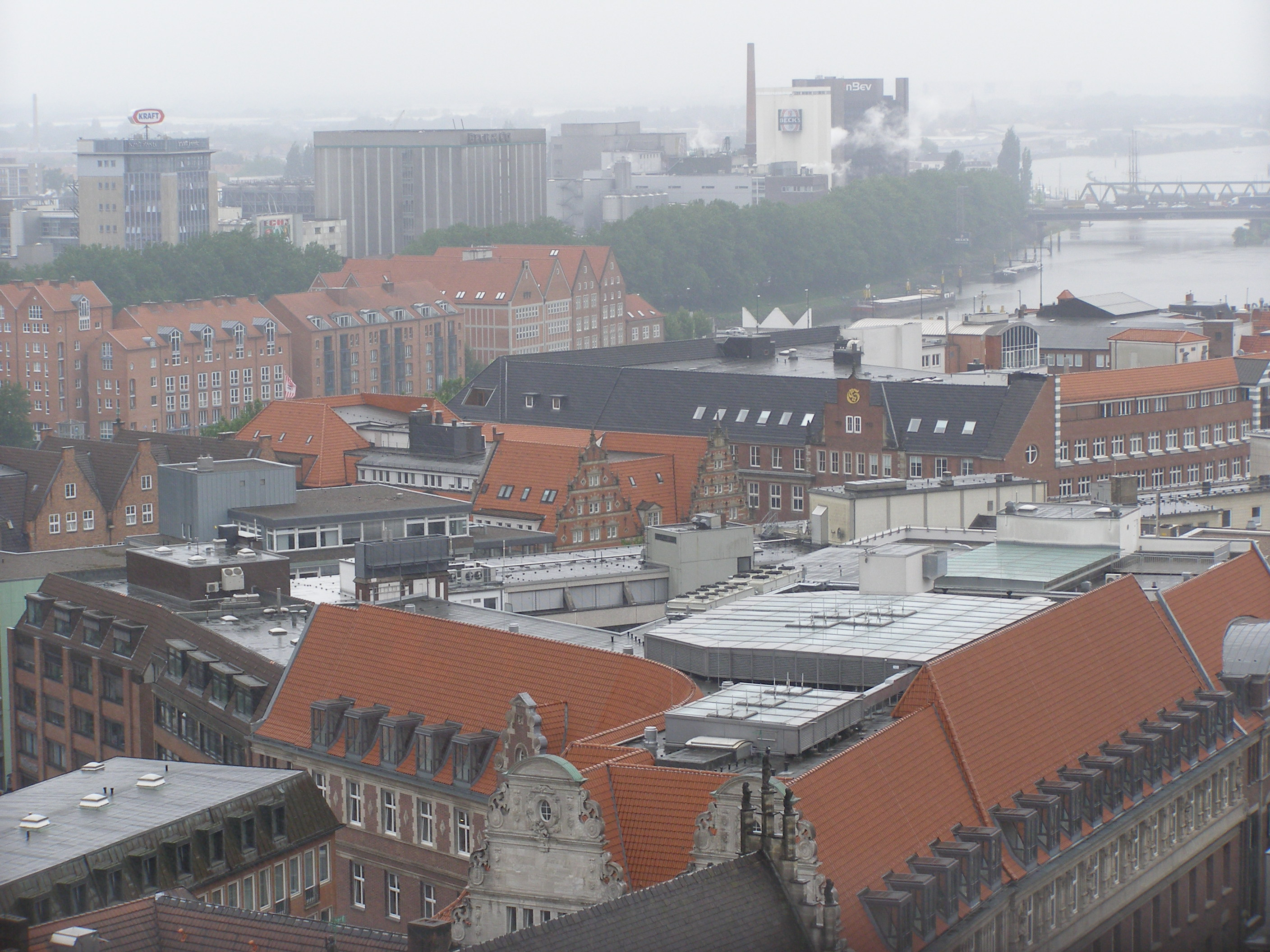
مرکز شهر